# Renato De Maria
Renato De Maria, né en 1958 à Varèse, est un metteur en scène et réalisateur italien qui travaille pour le cinéma et la télévision.

## Biographie
Avec la publication d'un roman-photo expérimental pour la revue Frigidaire, il fait partie de l'entourage de Zio Feininger à Bologne. En 1982 il gagne le prix pour la meilleure production vidéo du Festival Cinema Giovani de Turin avec des vidéos auto-produites, dont Trilogy of banal life avec Freak Antoni et Telepornovisione, premier videoclip des Gaznevada.
Dans les années qui suivent il réalise des installations vidéo dans des galeries d'art et des documentaires comme par exemple la vidéo de 1988 Love is the answer pour aider les malades du SIDA avec Vittorio Storaro comme directeur de la photographie et Raoni's return, documentaire de 1989 avec Sting tourné dans la Forêt amazonienne. En 1990 il crée la maison de production vidéo Monochrome pour laquelle il conçoit et dirige un documentaire en 1977 à Bologne, Il trasloco (le déménagement).
Il fait ses débuts sur grand écran en 1996 avec le film Hotel Paura, dont il écrit également le scénario. En 2001, il réalise le film Paz! , un film qui lui fait gagner cinq rubans d'argent, un Globo d'oro, deux Ciak d'oro et deux nominations à David di Donatello . 
En 2000, il a réalisé 24 épisodes de la première série Giovanna, commissaire . Il dirige Luca Zingaretti dans le téléfilm Doppio agguato, Sergio Castellitto dans la version télévisée du commissaire Maigret et sa femme Isabella Ferrari dans le film Amatemi . 
Il dirige la série télévisée Medicina Generale avec Nicole Grimaudo et Andrea Di Stefano . 
En 2009, il réalise le film La prima linea, avec Riccardo Scamarcio et Giovanna Mezzogiorno, basé sur un livre autobiographique du terroriste de Prima Linea Sergio Segio  . 
En 2010, il réalise la fiction en six épisodes pour la RAI, Il segreto dell'acqua (Le secret de l'eau), avec Riccardo Scamarcio  . 
En 2015, il réalise La vita oscena avec sa femme Isabella Ferrari.

## Vie privée
Il est marié à Isabella Ferrari depuis 2002 avec qui il a eu deux enfants : Nina et Giovanni. Ensemble, ils ont travaillé dans trois films Hotel Paura, Amatemi, La vita oscena, ainsi que dans la première saison de Giovanna, commissaire . 

## Filmographie

### Cinéma
- 1996 : Hôtel Paura (it)
- 2002 : Paz! (it)
- 2005 : Amatemi (it)
- 2009 : La prima linea
- 2015 : La vita oscena
- 2015 : Italian gangsters
- 2019 : L'Homme sans pitié (Lo spietato)
- 2021 : Caterina Caselli - Una vita 100 vite
- 2022 : Braquer Mussolini (Rapiniamo il duce)
- 2024 : Évanouis dans la nuit (Svaniti nella notte)

### Séries télévisées
- 2000 : Giovanna, commissaire
- 2003 : Doppio agguato (it)
- 2004 : Commissaire Maigret
- 2007 : Medicina generale (it)
- 2011 : Il segreto dell'acqua (it)
- 2016 : Squadra antimafia - Palermo oggi (it)

### Documentaires
- Echi d'occidente (1983)
- Raoni's return (1989) avec Sting
- Matti a parole (1990)
- Il trasloco (it) (1991)
- Lu Papa Ricky (1992)
- La città parlata (1992)
- I figli dell'odio (1999)

### Campagnes promotionnelles
- Love is the Answer (1991)

## Récompenses et distinctions

### Comme réalisateur
- 2001 : un Globo d'oro pour Paz!
- 2001 : cinq Rubans d'argent pour Paz!
- 2001 : deux nominations au Prix David di Donatello pour Paz!
- 2001 : deux Ciak d'oro pour Paz!
- 2010 : un Globo d'oro meilleure actrice pour La prima linea
- 2010 : deux Rubans d'argent meilleur producteur/meilleur acteur pour La prima linea

### Comme acteur
- Aprile de Nanni Moretti (1998)
- Le Caïman de Nanni Moretti (2006)
- Tutta la vita davanti de Paolo Virzì (2008)